# Љендак
Љендак (слч. Lendak) насељено је мјесто са административним статусом сеоске општине (слч. obec) у округу Кежмарок, у Прешовском крају, Словачка Република.

## Становништво
| Година:    | 1994. | 2004.    | 2014.    | 2024.   |
| ---------- | ----- | -------- | -------- | ------- |
| Број људи: | 4018  | 4628     | 5153     | 5634    |
| Разлика:   |       | +15,18 % | +11,34 % | +9,33 % |

| Година:    | 2023. | 2024.   |
| ---------- | ----- | ------- |
| Број људи: | 5567  | 5634    |
| Разлика:   |       | +1,20 % |

Према подацима о броју становника из 2011. године насеље је имало 5.033 становника.